# Erich Hanisch
Wilhelm Rudolf Erich Hanisch (* 28. März 1909 in Waltersdorf; † unbekannt) war ein deutscher Kanute.

## Karriere
Der Kanurennsportler des Postsportverein Berlin wurde bei den Olympischen Spielen in Berlin 1936 Silbermedaillengewinner im Zweier-Faltboot (mit Willi Horn) über 10.000 m. 
Er wurde 1934 Europameister im Zweier-Faltboot über 10.000 m und fünfmal Deutscher Meister.